# Andrzej Hynek
Andrzej Hynek herbu Topór – łowczy podlaski już w 1669 roku.
Był elektorem Michała Korybuta Wiśniowieckiego z województwa sandomierskiego w 1669 roku.